# Коломійченко Іван Дмитрович
Іван Дмитрович Коломійченко (25 листопада 1914, Бахмач, Чернігівська губернія, Російська імперія - 1964) - командир 800-го стрілецького полку 143-ї стрілецької дивізії 47-ї армії 1-го Білоруського фронту , підполков.
У 1947 р. райвійськком Мишківського району, Баранівської області, БРСР.

## Біографія
Народився сім'ї робітника. Українець. У 1935 році закінчив технікум комуністичної освіти у м. Ніжин Чернігівської області. Працював райуповноваженим із заготівель у Чернігівській області. Член КПРС з 1940 року. У Радянській армії в 1936-1937, у квітні-листопаді 1939 і з січня 1940 року. Закінчив курси молодших лейтенантів при Київському піхотному училищі.
Учасник Німецько-радянської війни з червня 1941 року.
1943 року закінчив Військову Академію ім. Фрунзе.
Командир 800 стрілецького полку (143 дивізія, 47 армія, 1-й Білоруський фронт) підполковник Коломійченко відзначився у Висло-Одерській операції. 15 січня 1945 року його полк прорвав довготривалу оборону супротивника у населеного пункту Хотомув (Польща), у ніч на 16 січня форсував Віслу і зайняв плацдарм на лівому березі, чим сприяв подоланню водного рубежу частинами дивізії.
Указом Президії Верховної Ради СРСР від 6 квітня 1945 року за мужність і героїзм, виявлені при форсуванні Вісли та утриманні плацдарму на її західному березі, підполковнику Івану Дмитровичу Коломійченку присвоєно звання Героя Радянського Союзу з врученням ордена.
Після війни продовжив службу в армії. З 1960 полковник у відставці.
Помер 1964 року. Похований на Машеківському цвинтарі міста Могильова.

## Нагороди
- Медаль "Золота Зірка" (№ 5709) - 6 квітня 1945 року;
- Орден Леніна - 6 квітня 1945 року;
- Три ордени Червоного Прапора;
- Орден Вітчизняної війни І ступеня;
- Медалі.

## Увічнення пам'яті
- У місті Ніжині на будівлі училища культури та мистецтв імені Марії Заньковецької встановлено меморіальну дошку.